# Temnothorax rudis
Temnothorax rudis is een mierensoort uit de onderfamilie van de Myrmicinae. De wetenschappelijke naam van de soort werd voor het eerst geldig gepubliceerd in 1917 doorWilliam Morton Wheeler.